# Gohor
Gohor é uma comuna romena localizada no distrito de Galaţi, na região de Moldávia. A comuna possui uma área de 51.97 km² e sua população era de 3739 habitantes segundo o censo de 2007.